# Calixa-Lavallée
Pour le compositeur, voir Calixa Lavallée.
Calixa-Lavallée est une petite municipalité de paroisse du Québec (Canada), située sur la Rive-Sud de Montréal, dans la région de la Montérégie, dans la plaine agricole, entre la ville de Verchères, longeant le fleuve Saint-Laurent et celle de Saint-Marc-sur-Richelieu, bordant la rivière Richelieu.
Elle fait partie de la municipalité régionale de comté de Marguerite-D'Youville, dans la région administrative de la Montérégie. Elle faisait partie du Comté de Verchères qui a existé de 1855 jusque dans le début des années 1980. 

## Toponymie
Son nom rappelle le souvenir de Calixa Lavallée. Ses habitants sont des Calixois et Calixoises.

## Histoire
La localité appartenait autrefois à la Seigneurie de Verchères. Celle-ci avait été concédée par l'intendant Jean Talon à François Jarret, devenant ainsi Sieur de Verchères, en 1672.
Calixa-Lavallée était autrefois un village qui se nommait Sainte-Théodosie. Le village faisait partie de la paroisse Sainte Théodosie, fondée en 1878. Celle-ci fait maintenant partie de l’Unité pastorale Sainte-Marguerite-d’Youville, qui est dans le diocèse de Saint-Jean-Longueuil.
Selon la Commission de toponymie du Québec, le village a ensuite porté un double nom, celui de municipalité de la paroisse Sainte-Théodosie-Calixa-Lavallée à partir de 1946, soit environ 100 ans après la naissance du compositeur Calixa Lavallée, en l'honneur de celui-ci.
Calixa Lavallée, (1842-1891) baptisé Calixte Pâquet dit Lavallée, serait né dans le rang de la Beauce, aux abords du village. À cette époque, la paroisse de Sainte-Théodosie n'ayant pas encore été créée, sa naissance fut répertoriée dans la grande paroisse de Verchères, ce qui explique pourquoi les archives donnent Verchères comme étant son lieu de naissance officiel.
C'est en 1974 qu'une dernière modification du nom du village s'est effectuée, pour diverses raisons. Tout d'abord dans un but bien évident de simplification, mais aussi parce que d'une part, la ressemblance entre les noms de  Saint-Théodore et Sainte-Théodosie causaient de fréquentes erreurs postales. D'autre part, on préparait les  festivités entourant le 100e anniversaire de l'hymne national Ô Canada, créé par le compositeur Calixa Lavallée. Or, cet hymne avait été présenté pour la première fois devant public en 1880.

## Géographie
L'autoroute 30 traverse le nord-ouest de la municipalité.

## Démographie
| 1986 | 1991 | 1996 | 2001 | 2006 | 2011 | 2016 | 2021 |
| ---- | ---- | ---- | ---- | ---- | ---- | ---- | ---- |
| 458  | 448  | 467  | 495  | 533  | 504  | 523  | 509  |

## Administration
Les élections municipales se font en bloc pour le maire et les six conseillers.
| Calixa-Lavallée Maires depuis 2003                                                                                   |                     |         |          |
| Élection | Maire               | Qualité | Résultat |
| 2003 | Jean-Robert Grenier |         | Voir     |
| 2005 | Jean-Robert Grenier | Voir    |          |
| 2009 | Claude Jutras       |         | Voir     |
| 2013 | Daniel Plouffe      |         | Voir     |
| 2017 | Daniel Plouffe      | Voir    |          |
| 2021 | Daniel Plouffe      | Voir    |          |
| Élection partielle en italique Depuis 2005, les élections sont simultanées dans toutes les municipalités québécoises |                     |         |          |

## Attraits
- On peut y admirer l'église Sainte-Théodosie aux murs de pierres, qui aurait été construite dans les années 1888 à 1890 par l'architecte Victor Roy.
- Depuis 1943, l'église abrite un orgue construit par Odilon Jacques, ancien employé de la maison de fabrication d'orgues bien connue Casavant Frères.
- Le rang de la Beauce contient une des plus grandes concentrations de maisons de pierres ancestrales au Québec, très bien conservées et restaurées dans le respect de l'architecture de l'époque.
- Le parc municipal Arthur-Bouvier, offrant des tables de pique-nique et des dispositions sanitaires, permet de prendre une pause en toute quiétude depuis son aménagement en 2008.
- L'exposition agricole de Calixa-Lavallée, (en juillet, annuelle) qui serait la plus ancienne au Québec (130e exposition en 2010).
- La 7e édition du Chants de Vielles, un festival de musique traditionnelle québécoise, s'y est déroulée en 2010[4].
- Le cyclotourisme, à travers les rangs de cette région champêtre, se fait sur terrain plat, dans un environnement paisible et bucolique.
- Tables champêtres, produits du terroir, apiculteurs (production de miels et dérivés), élevages de vaches (production laitière) de chèvres (production de fromages de chèvre), de moutons (cours de tissage et teintures végétales), et chevaux (randonnées équestres).
- La forge Calixa Lavallée ; on peut demander à visiter la vieille forge du village, près du ruisseau, remplie de divers vieux outils précieusement conservés. À noter: celle-ci a été pleinement fonctionnelle jusque dans les années 1990. Elle est encore utilisée à temps partiel, pour la réparation d'outillages des gens de la région. Ce vieux métier de forgeron y est préservé grâce à une jeune relève qui s'implique dans une association vouée à la préservation des vieux métiers traditionnels.
- Boisé du Fer-à-cheval

### Exposition agricole de Calixa-Lavallée
Les origines de l’Exposition agricole de Calixa-Lavallée remontent à plus de 153 ans, ce qui en fait l’une des plus anciennes au Québec.
Entre 1858 et 1880, deux sociétés d’agriculture se séparaient le territoire actuellement desservi par la Société d’Agriculture du comté de Verchères (Varennes, Sainte-Julie, Saint-Amable, Verchères, Calixa-Lavallée, Contrecœur, Belœil, Saint-Marc-sur-Richelieu et Saint-Antoine-sur-Richelieu). Chacune de ces deux sociétés présentait une exposition tous les ans, mais jamais au même endroit : elles ne disposaient d’aucune bâtisse ou de site permanent.
Ce n’est qu’à partir de 1880, moment où les deux organisations ont fusionné pour former la Société d’Agriculture du Comté de Verchères, qu’un site permanent a été établi pour la tenue de l’exposition agricole annuelle. Cet emplacement se trouvait sur la ferme de Louis-Napoléon Handfield à Sainte-Théodosie (aujourd’hui Calixa-Lavallée).
À cette époque, environ 200 exposants participaient à la foire qui ne durait qu’une seule journée. En 1980, la durée de l’Exposition agricole est passée à deux jours, pour ensuite s’étendre jusqu’à 5 jours de 1981 à 1997. En 1998, l’événement a été raccourci à trois jours et a conservé la même durée jusqu’à aujourd’hui.
En 2009, l’Exposition agricole a décidé de diversifier son public et de prendre le virage familial en offrant des spectacles et activités pour les jeunes familles.

## Anecdotes
- Anecdote: les gens de la région surnommaient le village « Sainte-Toutoune ».

- Le comédien québécois Claude Michaud, un des pionniers du théâtre d'été au Québec, y avait transformé une grange qu'il avait nommée "La relève à Michaud" en 1978, et qui a connu une certaine popularité dans les années 1980, où il a monté notamment des pièces de son ami Jean Barbeau.

- La chanson Sainte-Toutoune Express, composée par Plume Latraverse, évoque le village de Ste-Théodosie par son surnom de Ste-Toutoune, ainsi que la maison de théâtre d'été La Relève à Michaud.

- Le métier de forgeron et celui de musicien sont intimement liés depuis longtemps dans ce village; le père de Calixa-Lavallée était lui-même à la fois forgeron, musicien et luthier ; il aurait confectionné de nombreux violons de bonne qualité. Par ailleurs, il a travaillé à la fabrique d'orgues de Saint-Hyacinthe, auprès du célèbre Joseph Casavant qui fut, comme lui, forgeron avant d'être facteur d'orgues. Sans oublier le fait que l'organier de l'église du village, Odilon Jacques, était aussi un ancien employé de Casavant Frères.